# دانييلا غوزمان
دانييلا غوزمان (بالإنجليزية: Daniella Guzman)‏ هي صحفية أمريكية، ولدت في 14 فبراير 1982 في شوجر لاند في الولايات المتحدة.